# Gare de Sayo
Pour les articles homonymes, voir Sayo.
La gare de Sayo (佐用駅, Sayo-eki) est une gare ferroviaire localisée dans la ville de Sayō, dans la préfecture de Hyōgo au Japon. La gare est exploitée par les compagnies JR West et Chizu Express Company, sur les lignes Kishin et Chizu.

## Service des voyageurs

### Desserte
La gare de Sayo est une gare disposant de deux quais et de quatre voies
| N° de voie               | Ligne    | Direction                    |
| ------------------------ | -------- | ---------------------------- |
| 1・2                     | ▆ Kishin | Tsuyama                      |
| 1・2                     | ▆ Kishin | Himeji                       |
| Quai de la Chizu Express |          |                              |
| 1・2                     | ▆ Chizu  | Chizu/Tottori/Kurayoshi      |
| 1・2                     | ▆ Chizu  | Kamigōri/Ôsaka/Kyotô/Okayama |

| JR West          |               |               |               |                    |
| Direction Himeji | Ligne Kinshin | Ligne Kinshin | Ligne Kinshin | Direction Niimi    |
| Harima-Tokusa    |               | -             |               | Kōzuki             |
| Chizu Express    |               |               |               |                    |
| Direction Chizu  | Ligne Chizu   | Ligne Chizu   | Ligne Chizu   | Direction Kamigōri |
| Hirafuku         |               | -             |               | Kuzaki             |